# Кулвант, Сукхвиндержит Сингх
Сукхвиндержит Сингх Кулвант (англ. Sukhvinderjeet Singh Kulwant, 29 октября 1960) — малайзийский хоккеист (хоккей на траве), полевой игрок. Участник летних Олимпийских игр 1984 года.

## Биография
Сукхвиндержит Сингх Кулвант родился 29 октября 1960 года.
В 1984 году вошёл в состав сборной Малайзии по хоккею на траве на летних Олимпийских играх в Лос-Анджелесе, занявшей 11-е место. Играл в поле, провёл 2 матча, мячей не забивал.